# Фресно (футбольний клуб)
ФК «Фресно» (англ. Fresno Football Club) — американський футбольний клуб з однойменного міста штату Каліфорнія, заснований у 2017 році. Виступав в USL. Домашні матчі приймав на стадіоні «Чукчансі Парк», місткістю 12 500 глядачів.
Був фарм-клубом «Ванкувер Вайткепс» та виступав у Західній конференції USL. Розформований у 2019 році.